# 鯨魚座山
70°56′S 66°10′W / 70.933°S 66.167°W
鯨魚座山是南極洲的山峰，位於帕爾默地西部賴德冰川源頭，處於格爾尼角東北面50公里，以鯨魚座命名，現時由南極條約體系管理。